# Ptychadena submascareniensis
Espèce
Synonymes
- Rana submascareniensis Guibé & Lamotte, 1953

Statut de conservation UICN

 DD  : Données insuffisantes
Ptychadena submascareniensis est une espèce d'amphibiens de la famille des Ptychadenidae.

## Répartition
Cette espèce se rencontre, :
- au mont Loma en Sierra Leone ;
- au mont Nimba au Liberia, en Côte d'Ivoire et en Guinée.

## Description
Ptychadena submascareniensis mesure de 26 à 29 mm pour les mâles et de 26 à 33 mm pour les femelles. Cinq paires, alors que la description initiale faisait état de quatre paires seulement, de plis longitudinaux courent le long du dos. Les mâles présentent une paire de sacs vocaux.

## Publication originale
- Guibé & Lamotte, 1953 : Rana (Pytchadena) submascareniensis, batracien nouveau de l'Afrique Occidentale. Bulletin du Museum National d'Histoire Naturelle, sér. 2, vol. 25, p. 361-364.